# Eois decursaria
Eois decursaria är en fjärilsart som beskrevs av Heinrich Benno Möschler 1886. Eois decursaria ingår i släktet Eois och familjen mätare. Inga underarter finns listade i Catalogue of Life.